# Stazione di Inari
La stazione di Inari (稲荷駅?, Inari-eki) è una stazione ferroviaria situata nel quartiere di Fushimi-ku della città di Kyoto nella prefettura omonima, in Giappone. La stazione è servita dalla linea Nara della JR West, ed è dotata di 2 binari passanti in superficie.

## Linee e servizi

### Treni
JR West
■ Linea Nara

## Struttura
La stazione è costituita da marciapiedi laterali con due binari passanti in superficie.
| 1  | ■ Linea Nara | per Kyoto                |
| ２ | ■ Linea Nara | per Rokujizō, Uji e Nara |

## Stazioni adiacenti
| «                                                                | Servizio      | »             |
| Linea JR Nara                                                    | Linea JR Nara | Linea JR Nara |
| ---------------------------------------------------------------- | ------------- | ------------- |
| Tōfukuji                                                         | Locale        | JR Fujinomori |
| Il Rapido settoriale, il Rapido e il Rapido Miyakoji non fermano |               |               |